# Agonum quinquepunctatum
Agonum quinquepunctatum är en skalbaggsart som beskrevs av Victor Ivanovitsch Motschulsky. Agonum quinquepunctatum ingår i släktet Agonum och familjen jordlöpare. Inga underarter finns listade i Catalogue of Life.